# Ciclisme als Jocs Olímpics d'Estiu de 1952
Als Jocs Olímpics d'Estiu de 1952 celebrats a la ciutat de Hèlsinki (Finlàndia) es disputaren 6 proves de ciclisme, totes elles en categoria masculina. Aquestes proves es dividiren en dues de ciclisme en ruta, formades per una contrarellotge individual, el temps de la qual fou utilitzada per a decidir el resultat de la contrarellotge per equips, i en quatre proves de ciclisme en pista.
Les proves es realitzaren entre els dies 28 i 31 de juliol de 1952.

## Resum de medalles

### Ciclisma en ruta
| Prova                   | Or                                                        | Argent                                                  | Bronze                                                 |
| Ruta Detalls            | André Noyelle                                             | Robert Grondelaers                                      | Edi Ziegler                                            |
| Ruta per equips Detalls | BèlgicaRobert Grondelaers · André Noyelle · Lucien Victor | ItàliaDino Bruni · Gianni Ghidini · Vincenzo Zucconelli | FrançaJacques Anquetil · Claude Rouer · Alfred Tonello |

### Ciclisma en pista
| Prova                             | Or                                                                     | Argent                                                                    | Bronze                                                                     |
| Quilòmetre contrarellotge Detalls | Russell Mockridge                                                      | Marino Morettini                                                          | Raymond Robinson                                                           |
| Velocitat individual Detalls      | Enzo Sacchi                                                            | Lionel Cox                                                                | Werner Potzernheim                                                         |
| Tàndem Detalls                    | AustràliaLionel Cox · Russell Mockridge                                | Sud-àfrica Raymond Robinson Thomas Shardelow                              | ItàliaAntonio Maspes · Cesare Pinarello                                    |
| Persecució per equips Detalls     | ItàliaMarino Morettini · Loris Campana · Mino de Rossi · Guido Messina | Sud-àfricaAlfred Swift · George Estman · Robert Fowler · Thomas Shardelow | Regne UnitRonald Stretton · Donald Burgess · George Newberry · Alan Newton |

## Medaller
| Posició | País       | Or | Argent | Bronze | Total |
| 1       | Itàlia     | 2  | 2      | 1      | 5     |
| 2       | Austràlia  | 2  | 1      | 0      | 3     |
| 2       | Bèlgica    | 2  | 1      | 0      | 3     |
| 4       | Sud-àfrica | 0  | 2      | 1      | 3     |
| 5       | Alemanya   | 0  | 0      | 2      | 2     |
| 6       | França     | 0  | 0      | 1      | 1     |
| 6       | Regne Unit | 0  | 0      | 1      | 1     |